# 梅尔克盖姆
梅尔克盖姆（法語：Merckeghem，法語發音：[mɛʁkəɡɛm]）是法国上法兰西大区北部省的一个市镇，属于敦刻尔克区。

## 地理
梅尔克盖姆（50°51'41"N, 2°17'45"E）面积10.73 平方千米，位于法国上法蘭西大區北部省，该省份为法国最北部的省份及最长的省份，西北濒北海，西接加来海峡省，南至埃纳省和索姆省，东与比利时接壤。
与梅尔克盖姆接壤的市镇（或旧市镇、城区）包括：洛贝格、沃尔克兰科沃、博勒泽勒、卡佩勒布鲁克、埃兰盖姆、米拉姆。

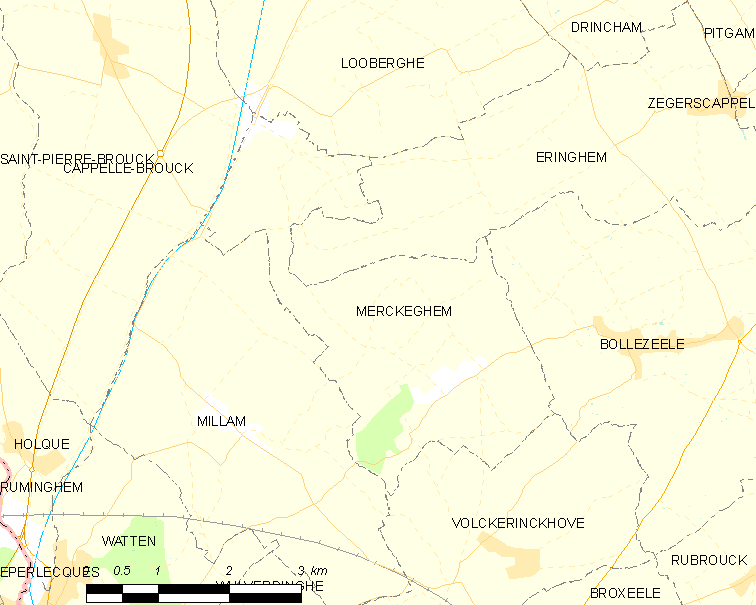
梅尔克盖姆的OSM定位图

梅尔克盖姆的时区为UTC+01:00、UTC+02:00（夏令时）。

## 行政
梅尔克盖姆的邮政编码为59470，INSEE市镇编码为59397。

## 政治
梅尔克盖姆所属的省级选区为沃尔穆特县。

## 人口

1962-2008年间梅尔克盖姆人口变化图示

梅尔克盖姆于2022年1月1日时的人口数量为609人。